# Rolf Stommelen
Rolf-Johann Stommelen, född 11 juli 1943 i Siegen, död 24 april 1983 i Riverside i Kalifornien, var en tysk racerförare.

## Racingkarriär
Stommelen började tävla i sportvagnsracing under 1960-talet. Efter att ha haft framgångar där gick han till formel 1 1970 och blev då den förste tyske reguljäre F1-föraren sedan Wolfgang von Trips omkommit i Italien 1961. Han debuterade för Auto Motor und Sport i en Brabham-Ford i Sydafrika 1970. Han slutade på tredje plats i Österrike 1970, vilket var imponerade under hans första säsong. Säsongen efter körde han för Surtees, men den blev inte lika lyckad. Därefter följde några mindre framgångsrika säsonger med ett par olika stall,  bland annat för Hill 1975. 
I Spanien 1975 ledde han loppet när bakvingen på hans GH1 gick sönder. Bilen for in i en skyddsbarriär men studsade ut på banan igen, vilket gjorde att även Carlos Pace kraschade. Stommelens bil slog därefter i skyddsbarriären på andra sidan av banan och flög oturligt nog över den. Fem åskådare omkom och Stommelen blev allvarligt skadad. Han återkom i slutet av året och körde då två lopp. Säsongen 1976 blev det fyra lopp, varefter han lämnade F1. Stommelen gjorde dock comeback 1978, men då för Arrows, innan han återvände till sportvagnar
Stommelen vann bland annat Daytona 24-timmars 1978, 1980 och 1982 och Sebring 12-timmars 1982. Han omkom i krasch under ett IMSA-lopp på Riverside International Raceway i Kalifornien 1983. 

## F1-karriär
| Säsong | Stall/Tillverkare                                  | Poäng | Placering |
| ------ | -------------------------------------------------- | ----- | --------- |
| 1970   | Auto Motor und Sport (Brabham-Ford)                | 10    | 11        |
| 1971   | Surtees-Ford                                       | 3     | 18        |
| 1972   | Eifelland-Ford                                     | 0     | –         |
| 1973   | Brabham-Ford                                       | 0     | –         |
| 1974   | Hill (Lola-Ford)                                   | 0     | –         |
| 1975   | Hill (Lola-Ford) Hill-Ford                         | 0     | –         |
| 1976   | RAM (Brabham-Ford) Brabham-Alfa Romeo Hesketh-Ford | 1     | 19        |
| 1978   | Arrows-Ford                                        | 0     | –         |

| 1. Österrike 1970 | 1. Nederländerna 1971 2. Tyskland 1978 |